# Libythea chinensis
Libythea chinensis är en fjärilsart som beskrevs av Hans Fruhstorfer 1909. Libythea chinensis ingår i släktet Libythea och familjen praktfjärilar. Inga underarter finns listade i Catalogue of Life.